# Вифавара
Вифавара́ (греч. Βηθαβαρᾶ́, ивр. בית עברה‎ — «Бейт Авара́», дом переправы, место брода) — название места на реке Иордан, где, согласно Новому Завету, Иоанн Предтеча совершил Крещение Иисуса Христа, также где Иоанн проповедовал и совершал крещение в воде и где произошло призвание Иисусом апостолов из учеников Иоанна (Ин. 1:28—51).
Существуют несколько версий отождествления Вифавары с местом Крещения Иисуса Христа. Наиболее принятая связывает это название с местностью на берегу реки Иордан на территории современных государств Израиль и Иордания, в 8,6 километрах к северу от впадения реки Иордан в Мёртвое море. При этом на точное место крещения претендуют два археологических памятника — традиционное место Крещения на западном берегу реки Иордан, находящееся в ведении управления национальных парков Израиля и называющееся Каср-эль-Яхуд, и традиционное место Крещения на восточном берегу, находящееся в Иордании, напротив Каср-эль-Яхуда, и именуемое Эль-Махтас.

## История
Согласно Новому Завету, в Вифаваре Христос принял крещение от Иоанна Предтечи. Евангелие от Луки повествует о крещении Иисуса Христа так:

Когда же крестился весь народ, и Иисус, крестившись, молился: отверзлось небо, и Дух Святый нисшёл на Него в телесном виде, как голубь, и был глас с небес, глаголющий: Ты Сын Мой Возлюбленный; в Тебе Мое благоволение!
— Лк. 3:21, 22
В еврейской традиции брод у Каср-эль-Яхуд связывается с «переправой у Бефвары» (Суд. 7:24) — тем местом, где сыны Израилевы вместе с Иисусом Навином впервые перешли Иордан, оставив на месте перехода жертвенник из 12 камней, по числу колен Израилевых, а затем вступили в Землю обетованную. Эта местность находилась на расстоянии 30 миль от Иерусалима. В ветхозаветной книге Иисуса Навина это событие описывается следующим образом:

Итак, когда народ двинулся от своих шатров, чтобы переходить Иордан, и священники понесли ковчег завета перед народом, то, лишь только несущие ковчег вошли в Иордан, и ноги священников, несших ковчег, погрузились в воду Иордана – Иордан же выступает из всех берегов своих во все дни жатвы пшеницы, вода, текущая сверху, остановилась и стала стеной на весьма большое расстояние, до города Адама, который подле Цартана; а текущая в море равнины, в море Солёное, ушла и иссякла. И народ переходил против Иерихона; священники же, несшие ковчег завета Господня, стояли на суше среди Иордана твердой ногой. Все Израильтяне переходили по суше, пока весь народ не перешёл через Иордан.
— Нав. 3:14—17
В Бурдигальском итинерарии (333 год) напротив долины Крещения указывается холм, откуда вознёсся на небо пророк Илия. 
В ходе раскопок в окрестностях Вифавары была обнаружена основа колонны, представляющая собой мраморную плиту в виде квадрата со стороной 2 м.
Археологические исследования в 1996 году в Вади-эль-Харрар (на восточном берегу Иордана) выявили византийский монастырский комплекс V—VI веков, состоящий из северной, западной и так называемой прямоугольной церквей и других строений. Северная церковь построена, согласно греческой надписи на мозаичном полу, при преосвященном Ротории. Другой выявленный комплекс относится к лавре Сапсас.

## Современное положение
Существуют разногласия относительно точного места Крещения. Иорданская сторона утверждает, что в поддержку версии о привязке места крещения к «Вифании Заиорданской», расположенной на восточном берегу реки на месте современного посёлка Вади-эль-Харрар, выступают главы многих конфессий, включая папу Иоанна Павла II, который в 2000 году принял участие в церемонии открытия построенного на территории Иордании комплекса. С другой стороны утверждается, что мозаичная «Мадабская карта» VI века указывает местонахождение «Вифавары Святого Иоанна, где произошло крещение» на западном берегу реки, и эту версию поддерживает большинство исследователей ранней истории христианства. Кроме того, отмечается, что за прошедшие две тысячи лет река неоднократно меняла русло, и установить, где именно во времена Иисуса Христа располагались западный и восточный берега, не представляется возможным.
До 2011 года место в связи с нахождением в полосе отчуждения границы между государствами Израиль и Иорданией было закрыто для широкого посещения со стороны Израиля, и доступ открывался всего несколько раз в год.
С 2011 года подход к месту Крещения со стороны Израиля, известный как Каср-эль-Яхуд, открыт для посещения паломниками и туристами и управляется обществом охраны национальных парков. По традиции на Крещенский сочельник, 18 января, здесь совершается чин великого освящения воды патриархом Иерусалимским, который затем спускается к водам реки Иордан и погружает крест в её воды. По традиции во время торжественной церемонии в воздух выпускают белого голубя в память о событии Богоявления.
 С 2015 года Вифавара стала объектом всемирного наследия ЮНЕСКО. Это территория площадью 294 га, включающая Холм Илии (Джабаль-Мар-Эльяс) и предполагаемое место Крещения Господня (Эль-Махтас).
В 2007 году Иордания передала России участок земли в Вифаваре площадью около одного гектара. В 2012 году здесь на берегу Иордана открылся русский странноприимный дом с храмом в честь Иоанна Предтечи. Церемонию открытия паломнического комплекса возглавили патриарх Иерусалимский Феофил III и президент России Владимир Путин. Храм открыт для ежедневного посещения, а по пятницам, субботам и воскресным дням, а также в дни великих праздников в нём совершают службы священники Русской духовной миссии.